# قائمة طائرات سيسنا

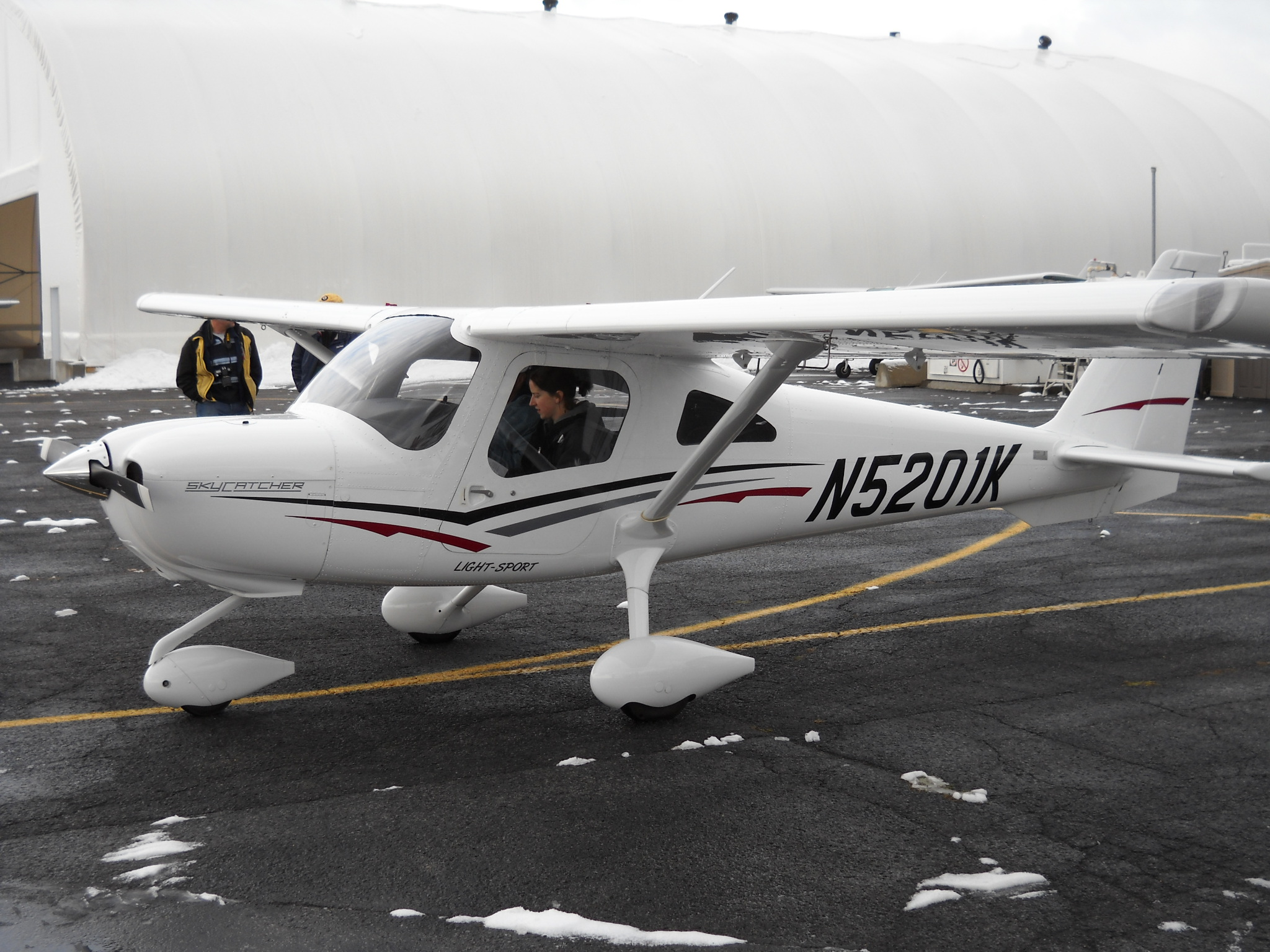
سيسنا 162 سكاي كاتشر

فيما يلي قائمة بجميع نماذج طائرات سيسنا:
- سيسنا كوميت
- سيسنا موديل إيه
  - Cessna Model AA
  - Cessna Model AC
  - Cessna Model AF
  - Cessna Model AS
  - Cessna Model AW
  - Cessna Model BW
- سيسنا سي جي-2 طائرة شراعية أساسية
- سيسنا سي أتش-1 سكاي هوك

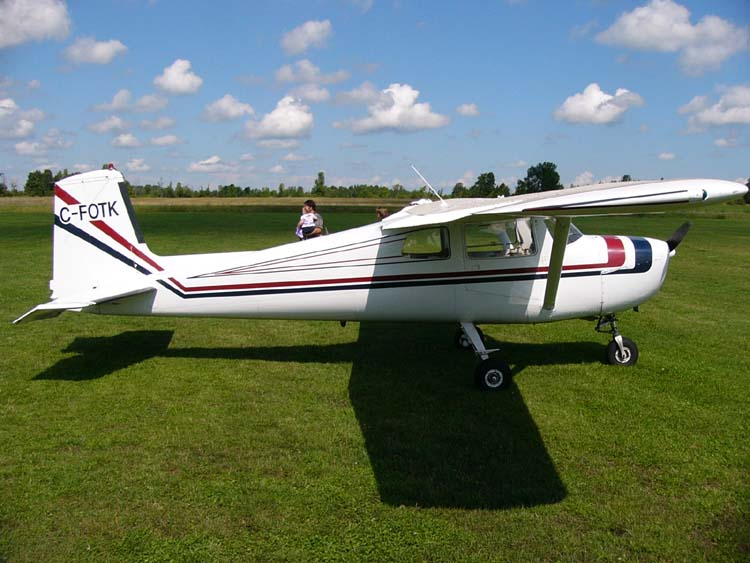
1962 سيسنا 150B

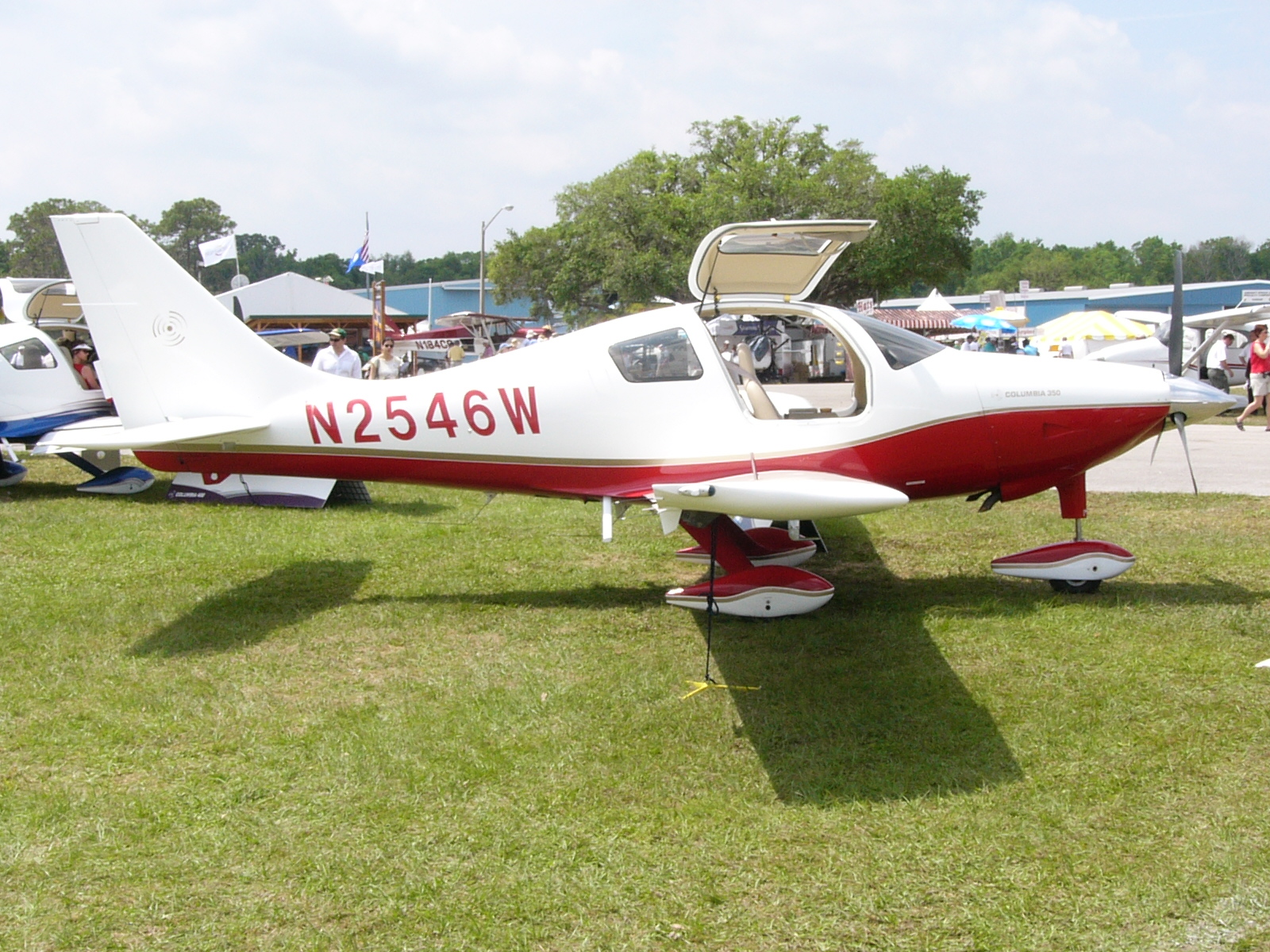
سيسنا 350

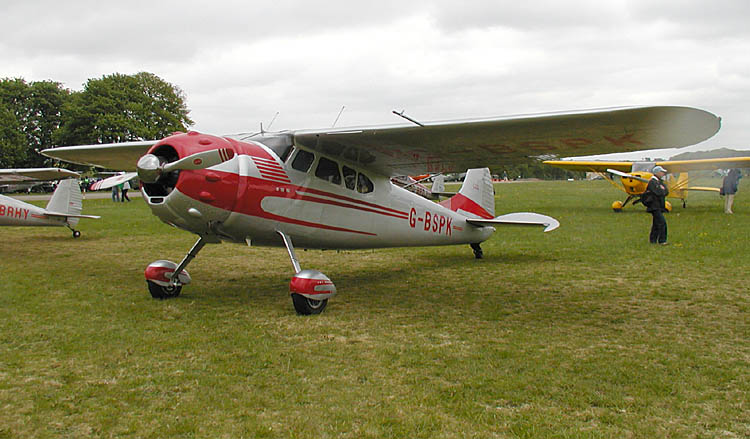
1951 سيسنا 195

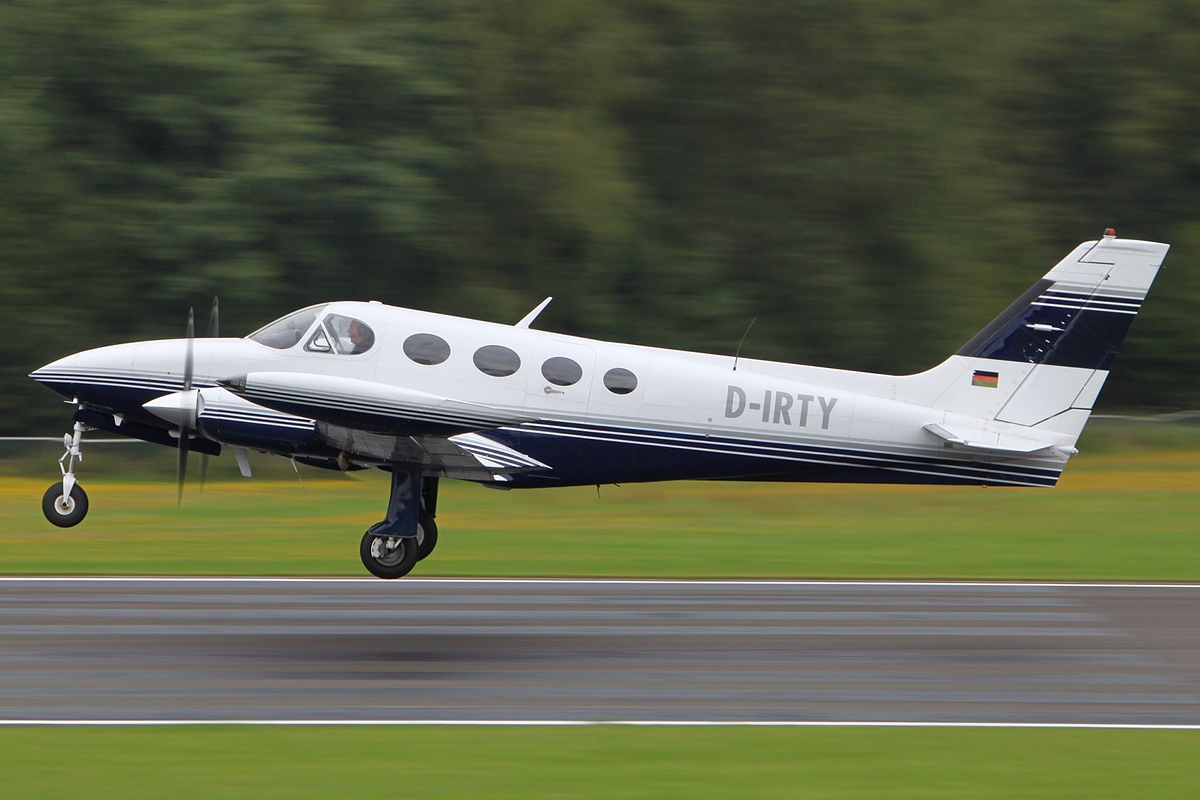
سيسنا 340A

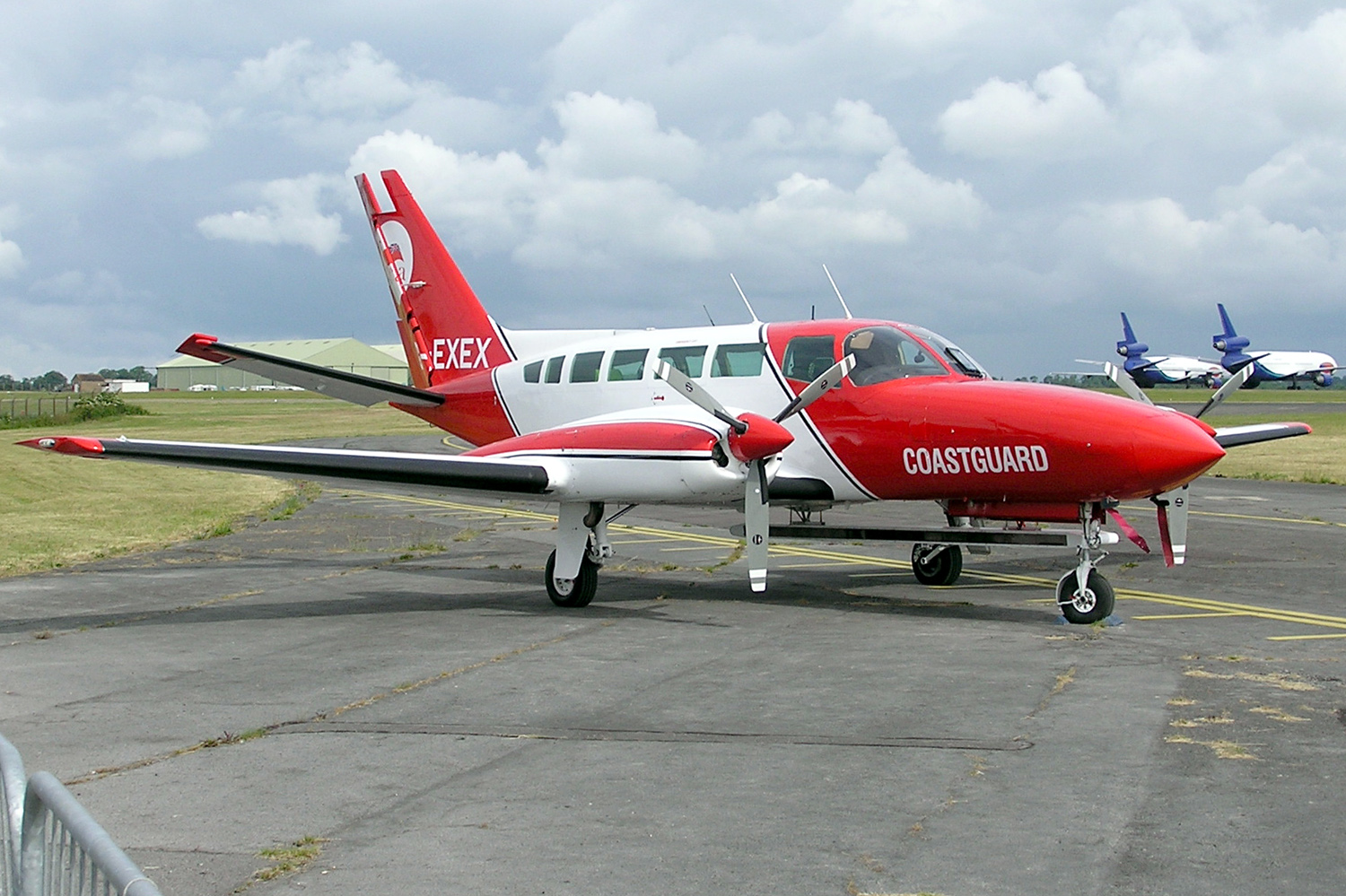
1977 سيسنا 404 تيتان Titan II

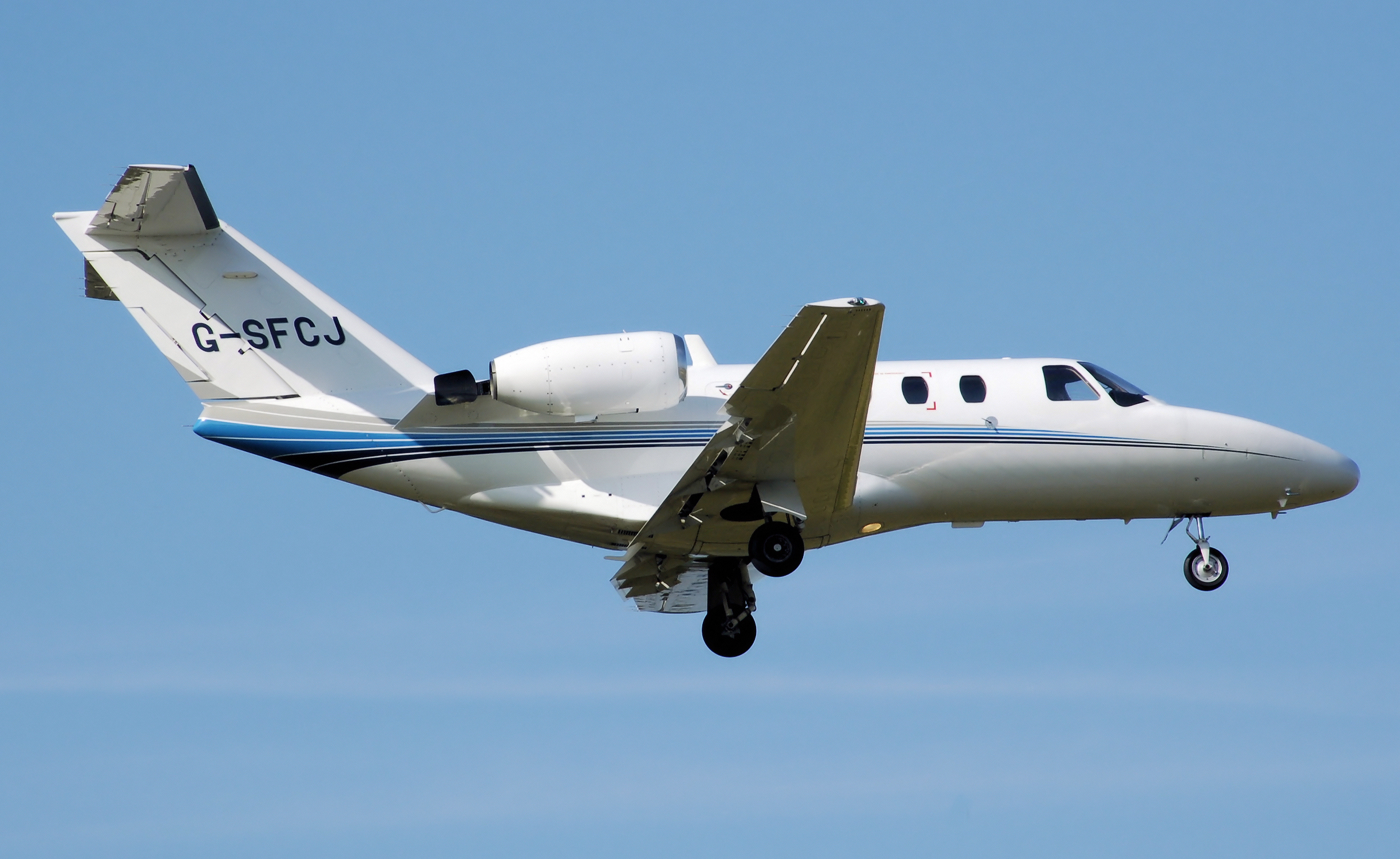
سيسنا ستيشن جيت

  - سيسنا سي أتش-1 سكاي هوك (التسمية العسكرية الأمريكية YH-41)
- Cessna Model CR-1
- سيسنا سي آر-2
- سيسنا سي آر-3
- سيسنا سي دبليو-6
- سيسنا 165 (التسمية العسكرية الأمريكية UC-77B)
- سيسنا 165 (التسمية العسكرية الأمريكية UC-77C)
- Cessna Model C-38
- Cessna Model C-39
- Cessna Model C-145
- Cessna Model C-165165 (التسمية العسكرية الأمريكية UC-94)
- سيسنا إي سي-1
- سيسنا إي سي-2
- سيسنا دي سي-6 (التسمية العسكرية الأمريكية UC-77 and UC-77A
- سيسنا أن جي بي
- سيسنا إيه تي-17 بوبكات (التسمية العسكرية الأمريكية AT-8, AT-17, C-78 and JRC)
- سيسنا 120
- سيسنا 140
- Cessna 142
- Cessna 150 Commuter, Patroller & Aerobat (التسمية العسكرية الأمريكية T-51)
- سيسنا 152
- سيسنا 160
- سيسنا 162 سكاي كاتشر
- سيسنا 165
- سيسنا 170
- سيسنا 172 (التسمية العسكرية الأمريكية سيسنا تي-41 ميسكاليرو)
- سيسنا 175 سكاي لارك
- سيسنا 177 كاردينال
- سيسنا 180
- سيسنا 182
- سيسنا 185 (التسمية العسكرية الأمريكية U-17)
- سيسنا 187
- سيسنا 188
- سيسنا 195
- سيسنا 195 (التسمية العسكرية الأمريكية LC-126 and U-20)
- سيسنا 206
- سيسنا 206
- سيسنا 206 (التسمية العسكرية الأمريكية U-26)
- سيسنا 208 كارافان (التسمية العسكرية الأمريكية C-16 و U-27)
- سيسنا 210
- سيسنا سي-106 لودماستر (التسمية العسكرية الأمريكية C-106 Loadmaster)
- سيسنا 400 marketed as the TTx
- سيسنا تي303 كروسيدر
- Cessna 305 Bird Dog (التسمية العسكرية الأمريكية O-1, L-19 و OE-1)
- سيسنا 308
- سيسنا 170
- سيسنا 310 (التسمية العسكرية الأمريكية L-27 و U-3)
- سيسنا تي-37 تويت (التسمية العسكرية الأمريكية T-37 Tweet, سيسنا أي-37 دراغونفلاي و YT-48)
- Cessna 319
- Cessna 320 Skyknight
- Cessna 321 (التسمية العسكرية الأمريكية O-1C و OE-2)
- Cessna 325
- سيسنا سكاي ماستر
- قائمة طائرات سيسنا[1]
- سيسنا 340
- سيسنا سكاي ماستر
  - سيسنا سكاي ماستر (التسمية العسكرية الأمريكية سيسنا أو-2 سكايماستر)
- سيسنا 340
- سيسنا 350 formerly the Columbia 350
- سيسنا 400 formerly the Columbia 400
- سيسنا 402
- سيسنا 402
- سيسنا 404 تيتان (التسمية العسكرية الأمريكية C-28)
- ريمس-سيسنا أف406 كرافان 2
- سيسنا تي-37 تويت (not flown)
- سيسنا 411
- سيسنا 414
- سيسنا 421
- سيسنا 425
- سيسنا 441 كونكويست الثانية
- سيسنا 441 كونكويست الثانية
- سيسنا سايتايشن 1
  - سيسنا سايتايشن 1
- سيسنا سايتايشن موستنغ
- سيسنا ستيشن جيت CitationJet, CJ1, CJ1+
  - سيسنا ستيشن جيت CJ2, CJ2+
  - سيسنا ستيشن جيت CJ3
  - سيسنا ستيشن جيت CJ4
- سيسنا 526 سايتايشن جيت (تدريب عسكؤي)
- سيسنا سايتيشن الثانية، سيسنا سايتيشن الثانية
  - سيسنا سايتيشن الثانية
  - سيسنا سايتيشن الثانية (التسمية العسكرية الأمريكية T-47A)
  - سيسنا سايتيشن الثانية
- سيسنا سايتايشن 5, Citation Ultra, Citation Encore, Citation Encore+ (التسمية العسكرية الأمريكية UC-35)
- سيسنا سيتايشن إكسيل
- سيسنا 620
- سيسنا سايتايشن III, Citation VI, Citation VII
- Cessna 680 Citation Sovereign
- سيسنا سايتايشن لاتيتيود
- سيسنا سايتايشن 10
- سيسنا سايتايشن كولومبوس
- سيسنا ستيشن جيت
- سيسنا أكس أم سي
- سيسنا سايتايشن لونغيتيود
- سيسنا سايتايشن هيميسفير

## Reims-Cessna
The following Cessna models were built by Reims Aviation:
- سيسنا 150
- سيسنا 152
- سيسنا 172
- سيسنا 177 كاردينال
- سيسنا 182
- سيسنا سكاي ماستر
- ريمس-سيسنا أف406 كرافان 2